# Chêne-Bourg
Chêne-Bourg je obec na jihozápadě Švýcarska, v kantonu Ženeva. Žije zde přibližně 9 600 obyvatel.

## Geografie

Letecký pohled (1968)

Satelitní obec Ženevy se nachází na jihovýchod od Ženevského jezera, na levém břehu řeky Seymaz. Je součástí užší aglomerace Ženevy. Obec je obklopena městy Thônex na východě a Chêne-Bougeries na západě, na druhém břehu Seymazu.

## Historie
Až do Turínské smlouvy z roku 1754 patřilo Chêne-Bourg k unitární obci Chêne (spolu s dnešním Chêne-Bougeries), poté levý břeh řeky Seymaz připadl Savojsku.
Chêne-Bourg bylo připojeno k farnosti Thônex, v roce 1792 přešlo spolu s Thônex do Francie a v roce 1816 do kantonu Ženeva. V roce 1869 dosáhli obyvatelé Chêne-Bourg odtržení od Thônex a konstituovali se jako samostatná politická obec. Průmyslová osada s převahou liberálů již nebyla slučitelná s venkovským, katolickým a konzervativním Thônexem. Po připojení k Savojsku byl kostel v Chêne na levém břehu Seymazu zničen a v roce 1765 nahrazen kostelem zasvěceným svatému Františku Saleskému (zbořen v roce 1914). Stávající kostel byl postaven v roce 1930. Chêne-Bourg bylo silně zasaženo nepokoji v době Kulturkampfu. V roce 1876 zde byla vybudována tramvajová trať Carouge–Moillesulaz a v roce 1888 železniční trať Eaux-Vives – Annemasse, která spojila obec se Ženevou. Nádraží bylo uzavřeno v roce 1983. Od počátku 20. století je obec téměř zcela urbanizována.

## Obyvatelstvo
| Rok            | 1850               | 1900 | 1950 | 1980 | 2000 | 2010 | 2012 | 2014 | 2017 |
| Počet obyvatel | 1375 (část Thônex) | 1179 | 2477 | 5305 | 7221 | 8052 | 8072 | 8149 | 8617 |

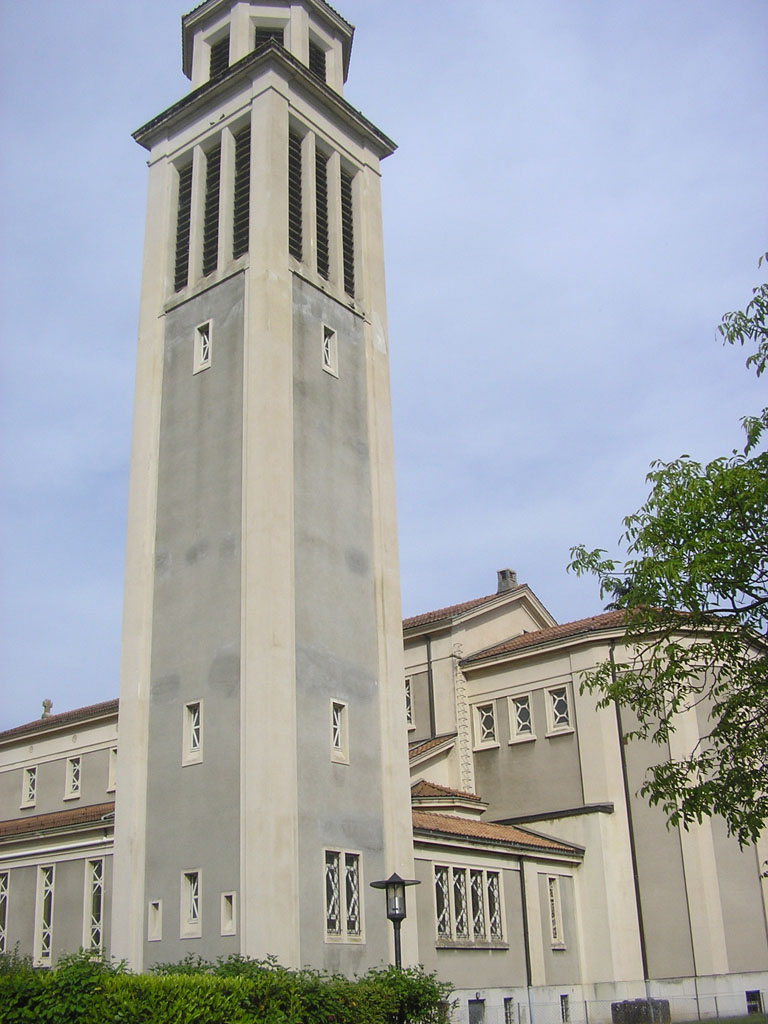
Kostel

Většina obyvatel (k roku 2000) hovoří francouzsky (5781, tj. 80,1 %), druhou nejčastější řečí je portugalština (348, tj. 4,8 %) a třetí italština (262, tj. 3,6 %).

## Hospodářství
Až do počátku 19. století převládal vedle zemědělství drobný průmysl, například hodinářský. V současnosti je obec převážně rezidenční obcí a předměstím Ženevy s těžištěm ekonomiky v sektoru služeb.

## Doprava
Veřejnou dopravu ve městě zajišťují tramvajové a autobusové linky, které provozuje ženevský dopravní podnik Transports publics genevois (TPG). Ty spojují město také se Ženevou. Na území města se nachází stejnojmenná železniční stanice v zahloubeném úseku trati ze Ženevy do francouzského Annemasse. Je obsluhována mezistátními osobními vlaky v pravidelném intervalu.

## Osobnosti
- Louis Favre (1826–1879), švýcarský inženýr, stavitel Gotthardské dráhy